# Applewood (Colorado)
Applewood ist ein zu Statistikzwecken definiertes Siedlungsgebiet (census-designated place) in Colorado im Jefferson County. Das U.S. Census Bureau hat bei der Volkszählung 2020 eine Einwohnerzahl von 7.833 auf einer Fläche von 12,5 km² ermittelt. 